# 巢崑源
巢崑源，字鳴則，南直隸常州府武進縣人，明朝官员。賜特用進士出身。

## 生平
崇禎六年（1633年）癸酉科應天府鄉試舉人，任吏部司務廳司務，十三年以乙榜舉人賜特用出身。歷官九江總督監軍僉事、轉饒南參議、九江參議。